# 巨神戦記ギガントマキア
『巨神戦記ギガントマキア』は、霧岳朔夜／スタジオ因果横暴が製作したロボットアニメRPG。
2005年11月にホビーベースから出版された。

## 概要
人類は謎の勢力によって外部から攻撃されている。
謎の組織の繰り出す巨大ロボットに対抗できるのは、世界で一隻の母艦と世界で一機の巨大ロボットしかない。
新世紀エヴァンゲリオンなどのロボットアニメからの影響を強く受けた設定のRPGである。
PCの人数が多くても、主役となる巨大ロボットに搭乗できるのはひとりしかいない。
巨大ロボットを運用する組織そのものが、物語の中核になる。

## 世界設定
舞台は西暦が終焉を迎えて約1000年が経過した世界。
人類が生存する領域は日本列島だけになり、それを円で囲む幻想結界（神の血界）が外敵から人類を守っていた。
古い西暦の時代の文明はすべて崩壊し、天啓暦1022年の世界は科学技術ではなく魔術の時代となっていた。
一般の人々にとっては、利用できる技術は中世程度のものになっている。
幻想結界（神の血界）の外側から、内側に侵入することを企む勢力が暗躍している。
パシオンと呼ばれる謎の組織は、人間の肌にに魔印（パシオン＝コード）を刻むことで、その人間を負の感情に蝕まれた人魔に変えることができる。
人魔は特殊能力として空間に穴を空け、鋼魔と呼ばれる巨大ロボットを呼び出し、それによって破壊活動を行なう。
もちろん人類は、人魔と鋼魔の破壊活動を放置しておくことはできない。
人類はアークと呼ばれる秘密組織を作り、西暦時代の技術によって神格機兵と呼ばれる巨大ロボットと、母艦となる方舟を建造し、鋼魔に対抗している。
だが、アークの一員として神格機兵や方舟を動かせるのは、生まれつき幻想結界に影響されずに真実を見ることのできる、聖印（クルースニク）を持った人物に限られる。

## システム

### 行為判定
キャラクターの行動の成否を判断する行為判定のシステムは、上方判定方式に属する。
具体的には、決められた個数の6面ダイスを振り、そこから2個を選び出し（選択2D6）、「判定で指定された基本値＋選択2D6の出目」の数値が目標値以上となれば成功である。
基本的には、振る6面ダイスは2個となる（機動力：B）。
神格機兵に搭乗しているなど、1段階有利な状況（機動力：A）であれば振る6面ダイスは3個となる（3個から2個を選び出す）。
神格機兵に搭乗しているなど、2段階有利な状況（機動力：S）であれば振る6面ダイスは4個となる（4個から2個を選び出す）。
選び出した6面ダイス2個が出目12だった場合、クリティカルが発生する。
クリティカルとなった場合、さらに判定の選択2D6を振り足す（振る6面ダイスは同じ個数となり、そこから2個を選び出す）。

### エモーションカード
「勇気」「希望」「愛」「友情」「絶望」の5種類が存在するカード。
各PCは初期手札を1枚持ち、シナリオ内で「シナリオキー」に出会うごとに追加で手札1枚を得る。手札上限は5枚である。
PCの持つフェイバリット（特殊能力）には「勇気×1・希望×1」のようにそれぞれコストが決められている。
エモーションカードはフェイバリットのコストとして使用される。
手札から使用されたエモーションカードは場札に移動する。

### チャクラゲージ
場札の置き場をチャクラゲージと呼ぶ。
使用されたエモーションカードは、割り振られた1～7までのチャクラナンバーと同じ位置のチャクラゲージに置く。
チャクラゲージの1～7までにすべてエモーションカードが置かれると、神格機兵は真の能力を発揮することができるようになる。
この状態をオーバーロードと呼ぶ。

## 種族とクラス

### 種族
- ヒューマン - 突出した能力も欠点もない平均的な種族。
- エルフ - 美しい外見と尖った耳が特徴の種族。寿命はヒューマンの約5倍。
- ライカンスロープ - 肉体の一部に獣の特徴が表れている種族。完全な獣に変身することはできない。
- マシンネイチャー - 西暦時代の人類が肉体を捨てて電脳世界（アーカイブ）に人格を保存した種族。

### クラス
- フュージョナー - 神格機兵と融合するパイロット。適性者は若年層に多い。
- ロード - アーク特務隊の司令官。方舟と神格機兵の運用を任される。
- ミンストレル - フュージョナーをサポートする通信兵。歌で特殊な効果を引き起こすことができる。
- メイガス - 戦闘ができるだけの大魔術を修得している魔術師。
- レンジャー - 情報収集のための特殊工作員。聖暦時代の遺物である光を放つ弓で戦うこともできる。